# Dromococcyx
Dromococcyx is een geslacht van vogels uit de familie koekoeken (Cuculidae). Het geslacht telt twee soorten.

## Soorten
- Dromococcyx pavoninus – Pauwkoekoek
- Dromococcyx phasianellus – Fazantkoekoek